# Ceratosphys deharvingi
Ceratosphys deharvingi är en mångfotingart som beskrevs av Jean-Paul Mauriès 1978. Ceratosphys deharvingi ingår i släktet Ceratosphys och familjen Opisthocheiridae. Inga underarter finns listade i Catalogue of Life.